# (400010) 2006 JC29
(400010) 2006 JC29 es un asteroide perteneciente al cinturón de asteroides, descubierto el 3 de mayo de 2006 por el equipo del Spacewatch desde el Observatorio Nacional de Kitt Peak, Arizona, Estados Unidos.

## Designación y nombre
Designado provisionalmente como 2006 JC29.

## Características orbitales
2006 JC29 está situado a una distancia media del Sol de 2,419 ua, pudiendo alejarse hasta 2,890 ua y acercarse hasta 1,948 ua. Su excentricidad es 0,194 y la inclinación orbital 3,253 grados. Emplea 1374,74 días en completar una órbita alrededor del Sol.

## Características físicas
La magnitud absoluta de 2006 JC29 es 17,7.